# Pleurothallis cedrinorum
Pleurothallis cedrinorum är en orkidéart som beskrevs av Carlyle August Luer och Stig Dalström. Pleurothallis cedrinorum ingår i släktet Pleurothallis och familjen orkidéer. Inga underarter finns listade i Catalogue of Life.